# Sten Suvio
Sten Suvio (ur. 25 listopada 1911 w Hannila, zm. 19 października 1988 w Helsinkach) – fiński bokser, złoty medalista letnich igrzysk olimpijskich w Berlinie w kategorii półśredniej. W finale pokonał Michaela Muracha.